# Mannophryne trinitatis
Mannophryne trinitatis är en groddjursart som först beskrevs av Garman 1888.  Mannophryne trinitatis ingår i släktet Mannophryne och familjen Aromobatidae. IUCN kategoriserar arten globalt som sårbar. Inga underarter finns listade i Catalogue of Life.